# Christian Benítez
Christian Rogelio Benítez Betancourt (1. května 1986 – 29. července 2013) byl ekvádorský profesionální fotbalista, který hrál na pozici útočníka.

## Osobní život
Benítez se narodil v Quitu jako syn bývalého ekvádorského fotbalového reprezentanta Ermena Beníteze a Rity Betancourt. V roce 2007 se oženil s Liseth, dcerou Clébera Chalá, rovněž ekvádorského reprezentanta; v srpnu 2009 mu porodila dvojčata.
Hrál pod přezdívkou Chucho, což je jméno v Latinské Americe odkazující na malého, otravného psa.

## Klubová kariéra

### El Nacional
Díky sérii dobrých výkonů v dresu El Nacionalu byl Benítez vyhledán kluby jako Villarreal ve Španělsku, i když El Nacional popřel, že by věděl o údajném zájmu.
El Nacional v roce 2005 vyhrál turnaj Clausura a v roce 2006 ligový šampionát, čemuž Benítez napomohl 29 góly v 84 ligových zápasech.

### Santos Laguna
V červenci 2007 přestoupil do Santos Laguna v mexické Lize MX. S jeho příchodem a příchodem Vicenteho Matíase Vuosa měl klub působivou sezónu, přičemž zvítězil nad několika špičkovými mexickými kluby. V roce 2007 byl Benítez vyhlášen nejlepším ekvádorským fotbalistou hrajícím mimo Ekvádor. Na trůnu vystřídal Édisona Méndeze z PSV Eindhoven.
I přes následný zájem portugalského klubu Benfica Lisabon se Benítez rozhodl zůstat v Mexiku. Jeho 10 gólů významně přispělo k zisku titulu Clausura 2008 a jeho osobním úspěchem byl titul nejlepšího hráče sezóny.

### Hostování v Birmingham City
Dne 3. června 2009 oznámil Birmingham City, že podepsal s Benítezem tříletou smlouvu za nezveřejněnou klubovou rekordní přestupovou částku, o které se spekulovalo, že se bude pohybovat kolem 6 milionů až 9 milionů liber. Tento krok byl podmíněn tím, že útočník obdrží pracovní povolení a projde lékařským vyšetřením. Hráč nakonec podepsal smlouvu 7. července. Klub později upřesnil, že původních 1,2 milionu liber byl ve skutečnosti poplatek za hostování. Zatímco se zotavoval z operace ramene a čekal na vízum, Benítez hrál v Ekvádoru v All-Star zápase, aniž by požádal klub o svolení.
Debutoval jako náhradník ve druhém poločase v úvodním zápase sezóny při porážce 0:1 na hřišti Manchesteru United a byl blízko vyrovnání, ale vychytal ho brankář Ben Foster. Jeho první start v Premier League přišel 19. září proti Hull City; hrál klíčovou roli při výhře 1:0 a mohl mít hattrick, nebýt skvělého brankáře Boaze Myhilla. Benítez vstřelil svůj první gól za Birmingham 9. listopadu proti Liverpoolu, když hlavičkou zblízka doťukl do branky přihrávku Scotta Danna v zápase, který skončil 2:2. Poté, co jeho sezóna přinesla pouze čtyři góly a pokus Birminghamu o nové vyjednávání o dohodnuté přestupové částce byl neúspěšný, se klub rozhodl nevyužít opci na koupi a hráč se vrátil do Santos Laguna.

### Návrat do Santosu Laguna
Dne 21. července 2010 podepsal novou tříletou smlouvu se Santosem Lagunou, na prvním turnaji po svém návratu byl nejlepším střelcem se 16 góly. Chucho vedl tabulku bodování a v roce 2010 dovedl klub do finále Apertura, kde prohrál s CF Monterrey.

### Club América

#### Sezóna 2011/12
Benítez podepsal smlouvu s Clubem América 22. května 2011. Částka za přestup byla údajně 10 milionů dolarů, což je rekord pro klub v Mexiku. První gól vstřelil při svém debutu 24. července při výhře 2:1 nad Querétarem. Dne 21. srpna Benítez zaznamenal svůj první hattrick v dresu Américy proti Atlasu při výhře 5:2. Ve svém prvním zápase v Súper Clásico skóroval Benítez hlavičkou při prohře 1:3 s Guadalajarou.
Benítez vstřelil úvodní gól sezóny Clausura 2012 při výhře 2:0 nad Querétarem. Sezónu zakončil se 14 góly a spolu s Ivánem Alonsem se stal nejlepším střelcem ligy.

#### Sezóna 2012/13
Benítez odehrál svůj první zápas sezóny 2012/13 dne 21. července proti Monterrey při venkovní remíze 0:0. Dne 28. července vstřelil své první góly v sezóně při vítězství 4:2 nad Chiapasem. Dne 11. listopadu se Benitez stal společně s Estebanem Paredesem z Atlante nejlepším střelcem Apertury 2012. O tři dny později vstřelil oba góly při výhře 2:0 ve čtvrtfinále play-off proti Morelii.
Benítez vstřelil své první góly v sezóně 2013 při venkovní výhře 2:0 nad Jaguares de Chiapas. Dne 2. března vstřelil hattrick, 2 hlavičkami a levou nohou, proti Cruz Azul při výhře 3:0. Dne 27. dubna, poté co América prohrávala s Pachucou 0:2, vstřelil Benítez hattrick a dovedl Américu k výhře 4:2. Benítez skončil jako nejlepší střelec Clausura 2013 Liga MX třetí sezónu po sobě. Dne 26. května se Benítez stal mistrem Ligy MX 2013 Clausura poté, co porazil Cruz Azul 4:2 v penaltovém rozstřelu, kde proměnil druhou penaltu.

### El Jaish
Benítez opustil Américu 6. července 2013 a podepsal smlouvu s katarským klubem El Jaish. Svůj debut si odbyl v zápase proti Qatar SC v Sheikh Jassim Cupu 28. července, aniž by si podle představitelů El Jaish stěžoval na jakékoli zdravotní problémy. Byl to jediný zápas, který za klub odehrál. O den později zemřel na zástavu srdce ve věku 27 let.

## Reprezentační kariéra
Benítez byl členem ekvádorského národního týmu na Mistrovství světa ve fotbale 2006 v Německu. Ačkoli tento výběr Luise Fernanda Suáreze byl mnohými považován za překvapivý, zaujal svou rychlostí, nepolapitelností a dovednostmi v přípravných zápasech proti Nizozemsku a Japonsku. Byl kandidátem na cenu Gillette pro nejlepšího mladého hráče, což je nové ocenění udělované na konci Mistrovství světa ve fotbale nejlepšímu mladému hráči narozenému 1. ledna 1985 nebo později. Jediný zápas odehrál při prohře 0:3 s Německem, kde v polovině zápasu nahradil Félixe Borju.
První reprezentační gól vstřelil v září 2006 proti Peru. V dubnu 2007 pak vstřelil další gól proti Peru při výhře 2:0 v přátelském zápase, který se konal na Miniestadi ve španělské Barceloně. Skóroval také při remíze 1:1 s Irskem, rovněž v přátelském utkání hraném 23. května 2007 v New Jersey. To přispělo k přesvědčení, že by mohl v Evropě vyniknout.
Benítez nastoupil do všech tří zápasů na Copa América 2007 a skóroval proti Chile, ale Ekvádor vypadl již v základní skupině, když prohrál všechny tři zápasy. V mezinárodním přátelském utkání proti Salvadoru 8. září 2007 Benítez dvakrát skóroval při vysokém domácím vítězství 5:1 v Quitu.
V kvalifikaci na Mistrovství světa ve fotbale 2010 proti Bolívii vstřelil třetí gól své země při výhře 3:1. O měsíc později vstřelil jediný gól proti Chile.

## Smrt a odkaz
Dne 29. července 2013 byl Benítez hospitalizován v katarském Dauhá kvůli silným bolestem břicha. Podle Miguela Herrery a dalších spoluhráčů v rozhovoru pro mexickou ranní show Matutino Express se mu nedostalo okamžité lékařské pomoci a o několik hodin později Benítez utrpěl respirační selhání. Zemřel na komplikace vedoucí k zástavě srdce ve věku 27 let.
Desítky tisíc lidí se shromáždily kolem těla, které leželo v rakvi se skleněným víkem v Coliseo General Rumiñahui v Quitu, před veřejným smutečním obřadem, kterého se zúčastnily sportovní a politické osobnosti, včetně ekvádorského prezidenta Rafaela Correy. Pozůstalé doprovodil policejní motocyklový doprovod přeplněnými ulicemi k místu soukromému pohřbu.
Po jeho smrti Ekvádorská fotbalová federace oznámila, že vyřadí jeho dres s číslem 11 z národního týmu. Předpisy FIFA vyžadovaly, aby Ekvádor znovu zařadil číslo 11 do svého týmu pro Mistrovství světa ve fotbale 2014 v Brazílii; bylo přiděleno Felipe Caicedovi. Jeho reprezentační kolega Antonio Valencia si po Benítezově smrti nechal na paži vytetovat jeho číslo dresu.
Na jeho počest byl postaven a pojmenován víceúčelový stadion v Guayaquilu; byl otevřen v únoru 2014 a je využíván jako domácí stadion klubu Guayaquil City FC. Později téhož roku byla na stadionu Santosu Laguna odhalena socha Beníteze v typické póze oslavy gólu. Byl třetím hráčem Santosu, kterému se dostalo takové pocty, po Jaredu Borgettim a Rodrigu Ruizovi.

## Statistiky

### Klubové
| Klub                       | Sezóna            | Liga              | Liga   | Liga | Národní pohár | Národní pohár | Ligový pohár | Ligový pohár | Kontinentální | Kontinentální | Celkově | Celkově |
| Klub                       | Sezóna            | Soutěž            | Zápasy | Góly | Zápasy        | Góly          | Zápasy       | Góly         | Zápasy        | Góly          | Zápasy  | Góly    |
| -------------------------- | ----------------- | ----------------- | ------ | ---- | ------------- | ------------- | ------------ | ------------ | ------------- | ------------- | ------- | ------- |
| El Nacional                | 2004              | Serie A           | 1      | 0    |               |               |              |              | –             | –             | 1       | 0       |
| El Nacional                | 2005              | Serie A           | 30     | 6    |               |               |              |              | 1             | 0             | 31      | 6       |
| El Nacional                | 2006              | Serie A           | 38     | 16   |               |               |              |              | 12            | 0             | 50      | 16      |
| El Nacional                | 2007              | Serie A           | 15     | 7    |               |               |              |              | 4             | 1             | 19      | 8       |
| El Nacional                | Celkově           | Celkově           | 84     | 29   |               |               |              |              | 17            | 1             | 101     | 30      |
| Santos Laguna              | 2007/08           | Liga MX           | 40     | 17   |               |               |              |              | –             | –             | 40      | 17      |
| Santos Laguna              | 2008/09           | Liga MX           | 20     | 14   |               |               |              |              | 8             | 5             | 28      | 19      |
| Santos Laguna              | 2010/11           | Liga MX           | 35     | 20   |               |               |              |              | 4             | 1             | 39      | 21      |
| Santos Laguna              | Celkově           | Celkově           | 95     | 51   |               |               |              |              | 12            | 6             | 107     | 57      |
| Birmingham City(hostování) | 2009/10           | Premier League    | 30     | 3    | 5             | 1             | 1            | 0            | –             | –             | 36      | 4       |
| Club América               | 2011/12           | Liga MX           | 36     | 22   |               |               |              |              | –             | –             | 36      | 22      |
| Club América               | 2012/13           | Liga MX           | 43     | 30   |               |               | –            | –            | –             | –             | 43      | 30      |
| Club América               | Celkově           | Celkově           | 79     | 52   |               |               |              |              | 0             | 0             | 79      | 52      |
| Celkově v kariéře          | Celkově v kariéře | Celkově v kariéře | 288    | 135  | 5             | 1             | 1            | 0            | 29            | 7             | 323     | 143     |

### Reprezentační góly
Skóre a výsledky Ekvádoru jsou vždy zapsány jako první. Góly Christiana Beníteze jsou zvýrazněny.
| Gól | Date               | Venue                            | Opponent  | Score | Final | Competition                                      |
| --- | ------------------ | -------------------------------- | --------- | ----- | ----- | ------------------------------------------------ |
| 1.  | 6. září 2006       | East Rutherford, New Jersey, USA | Peru      | 1:0   | 1:1   | Přátelský zápas                                  |
| 2.  | 23. května 2007    | East Rutherford, New Jersey, USA | Irsko     | 1:0   | 1:1   | Přátelský zápas                                  |
| 3.  | 6. června 2007     | Barcelona, Španělsko             | Peru      | 1:0   | 2:0   | Přátelský zápas                                  |
| 4.  | 26. června 2007    | Puerto Ordaz, Venezuela          | Chile     | 1:2   | 2:3   | Copa América 2007                                |
| 5.  | 8. září 2007       | Quito, Ekvádor                   | Salvador  | 2:0   | 5:1   | Přátelský zápas                                  |
| 6.  | 8. září 2007       | Quito, Ekvádor                   | Salvador  | 4:1   | 5:1   | Přátelský zápas                                  |
| 7.  | 20. srpna 2008     | East Rutherford, New Jersey, USA | Kolumbie  | 1:0   | 1:0   | Přátelský zápas                                  |
| 8.  | 6. září 2008       | Quito, Ekvádor                   | Bolívie   | 3:1   | 3:1   | Kvalifikace na Mistrovství světa ve fotbale 2010 |
| 9.  | 12. října 2008     | Quito, Ekvádor                   | Chile     | 1:0   | 1:0   | Kvalifikace na Mistrovství světa ve fotbale 2010 |
| 10. | 9. září 2009       | La Paz, Bolívie                  | Bolívie   | 3:1   | 3:1   | Kvalifikace na Mistrovství světa ve fotbale 2010 |
| 11. | 4. září 2010       | Zapopan, Mexiko                  | Mexiko    | 1:0   | 2:1   | Přátelský zápas                                  |
| 12. | 12. října 2010     | Montréal, Kanada                 | Polsko    | 1:0   | 2:2   | Přátelský zápas                                  |
| 13. | 12. října 2010     | Montréal, Kanada                 | Polsko    | 2:2   | 2:2   | Přátelský zápas                                  |
| 14. | 17. listopadu 2010 | Quito, Ekvádor                   | Venezuela | 1:0   | 4:1   | Přátelský zápas                                  |
| 15. | 17. listopadu 2010 | Quito, Ekvádor                   | Venezuela | 2:0   | 4:1   | Přátelský zápas                                  |
| 16. | 1. června 2011     | Toronto, Kanada                  | Kanada    | 1:1   | 2:2   | Přátelský zápas                                  |
| 17. | 2. září 2011       | Quito, Ekvádor                   | Jamajka   | 3:0   | 5:2   | Přátelský zápas                                  |
| 18. | 2. září 2011       | Quito, Ekvádor                   | Jamajka   | 4:0   | 5:2   | Přátelský zápas                                  |
| 19. | 6. září 2011       | Quito, Ekvádor                   | Kostarika | 4:0   | 4:0   | Přátelský zápas                                  |
| 20. | 7. října 2011      | Quito, Ekvádor                   | Venezuela | 2:0   | 2:0   | Kvalifikace na Mistrovství světa ve fotbale 2014 |
| 21. | 15. listopadu 2011 | Quito, Ekvádor                   | Peru      | 2:0   | 2:0   | Kvalifikace na Mistrovství světa ve fotbale 2014 |
| 22. | 10. června 2012    | Quito, Ekvádor                   | Kolumbie  | 1:0   | 1:0   | Kvalifikace na Mistrovství světa ve fotbale 2014 |
| 23. | 21. března 2013    | Quito, Ekvádor                   | Salvador  | 2:0   | 5:0   | Přátelský zápas                                  |
| 24. | 26. března 2013    | Quito, Ekvádor                   | Paraguay  | 3:1   | 4:1   | Kvalifikace na Mistrovství světa ve fotbale 2014 |

## Úspěchy

### Klubové
El Nacional
- Serie A: Clausura 2005, 2006

Santos Laguna
- Liga MX: Clausura 2008

Club América
- Liga MX: Clausura 2013

### Individuální
- Nejlepší hráč Serie A: 2006
- Zlatý míč Ligy MX: Clausura 2008, Apertura 2012
- Zlatá kopačka Ligy MX: Apertura 2010, Clausura 2012, Apertura 2012, Clausura 2013